# Oras Tynkkynen
Topi Oras Kalevi Tynkkynen, född den 25 september 1977 i Jyväskylä, är en finländsk politiker. Han satt i riksdagen 2004–2015 och fungerade även som klimatpolitisk rådgivare åt statsminister Matti Vanhanens andra regering.

## Bakgrund och privatliv
Tynkkynen har varit aktiv i den finländska politiken sedan han var 18 år. Han har en magisterexamen i samhällsvetenskap från Tammerfors universitet.
I sin ungdom jobbade Tynkkynen som discjockey under namnet DJ Muna.
Sedan hösten 2014 har han jobbat på Sitra(fi) som seniorrådgivare för bland annat ett koldioxidneutralt samhälle.

## Politisk karriär
Oras Tynkkynen inledde sin politiska bana som kommunalpolitiker i sin hemstad Tammerfors. Han blev invald till stadsfullmäktige för första gången år 2000 med 523 röster.
I riksdagsvalet 2003 valdes Tynkkynen som sitt partis första suppleant i Birkalands valkrets. Han blev riksdagsledamot 2004 då Satu Hassi blev invald till Europaparlamentet. I riksdagsvalet 2007 blev han invald som ordinarie med 7 930 personröster. Tynkkynen är den första öppet homosexuella riksdagsledamoten i Finland. Riksdagens talman Eero Heinäluoma (SDP) kritiserade honom för att ha burit en regnbågsslips i Finlands riksdag den 19 september 2013.
Tynkkynen förnyade sitt mandat i riksdagsvalet 2011 då han fick 7 406 personröster. Våren 2014 meddelade Tynkkynen att han inte skulle kandidera i valet 2015 för att i stället fokusera på det kommande EU-valet. Med 24 805 personröster valdes han till suppleant.